# Cieśnina Bangka
Cieśnina Bangka (indonez. Selat Bangka) – cieśnina w Indonezji; łączy Morze Południowochińskie z Morzem Jawajskim; oddziela wyspę Bangka od Sumatry; długość ok. 180 km, szerokość 11–27 km. Główne porty: Mentok, Toboali. 
Do cieśniny Bangka uchodzi rzeka Musi.